# Baseball in Kanada

Logo von Baseball Canada, dem kanadischen Baseballverband.

Baseball ist eine der beliebtesten Sportarten in Kanada und hat dort eine lange Geschichte. 1838 wurde in Ontario erstmals ein Baseball-ähnliches Spiel gespielt, die erste Mannschaft entstand 1854. Obwohl es heute in Kanada keine Major Leagues gibt, so ist der kanadische Baseballsport doch durch die Toronto Blue Jays in der Major League Baseball vertreten. Das erste kanadische Team in der MLB waren die Montreal Expos, die von 1969 bis zu ihrem Umzug nach Washington, D.C. 2004 in der National League aktiv waren.
Seit dem Jahre 1919 existiert mit der Intercounty Baseball League (IBL) eine Semi-Professionelle Baseballliga in Kanada, die in Ontario beheimatet ist. Parallel dazu existiert seit dem Jahre 2002 die Ligue de Baseball Senior Élite du Québec (LBSEQ). Zudem spielen diverse kanadische Teams in den von den USA ausgehenden College Summer Leagues.

## Organisation
Der Baseballsport in Kanada wird von der 1964 gegründeten Organisation Baseball Canada gesteuert, die ihren Sitz in Ottawa hat. Baseball Canada ist Mitglied des Canadian Olympic Committee und der International Baseball Federation.

## Vereine
In der Geschichte des kanadischen Baseballsports waren zwei Vereine Teil der Major League Baseball. Das erste kanadische Team in der MLB waren die Montreal Expos, die von 1969 bis 2004 in der East Division der National League vertreten waren. Die Expos waren auch die erste kanadische Mannschaft die einen Divisionstitel erringen konnten. Im Jahre 1981 erreichten sie dadurch die National League Championship Series, die sie aber mit 2:3 Spielen gegen die Los Angeles Dodgers verloren.
Das zweite kanadische Franchise in der MLB sind die Toronto Blue Jays, die seit 1977 in der East Division der American League spielen. Den Blue Jays wurde die Ehre zu teil, als erstes und bislang einziges kanadisches Team die World Series zu gewinnen. Dies gelang dem Team aus Toronto zudem gleich zweimal in Folge. Man besiegte 1992 die Atlanta Braves und 1993 die Philadelphia Phillies.
In der Geschichte der Minor Leagues agierten insgesamt 75 Teams auf kanadischem Boden. Derzeit  ist dort mit den Vancouver Canadians allerdings nur ein Team vertreten. Die Canadiens spielen seit dem Jahr 2000 in der Northwest League und gehören zur Struktur der Blue Jays.

## Spieler

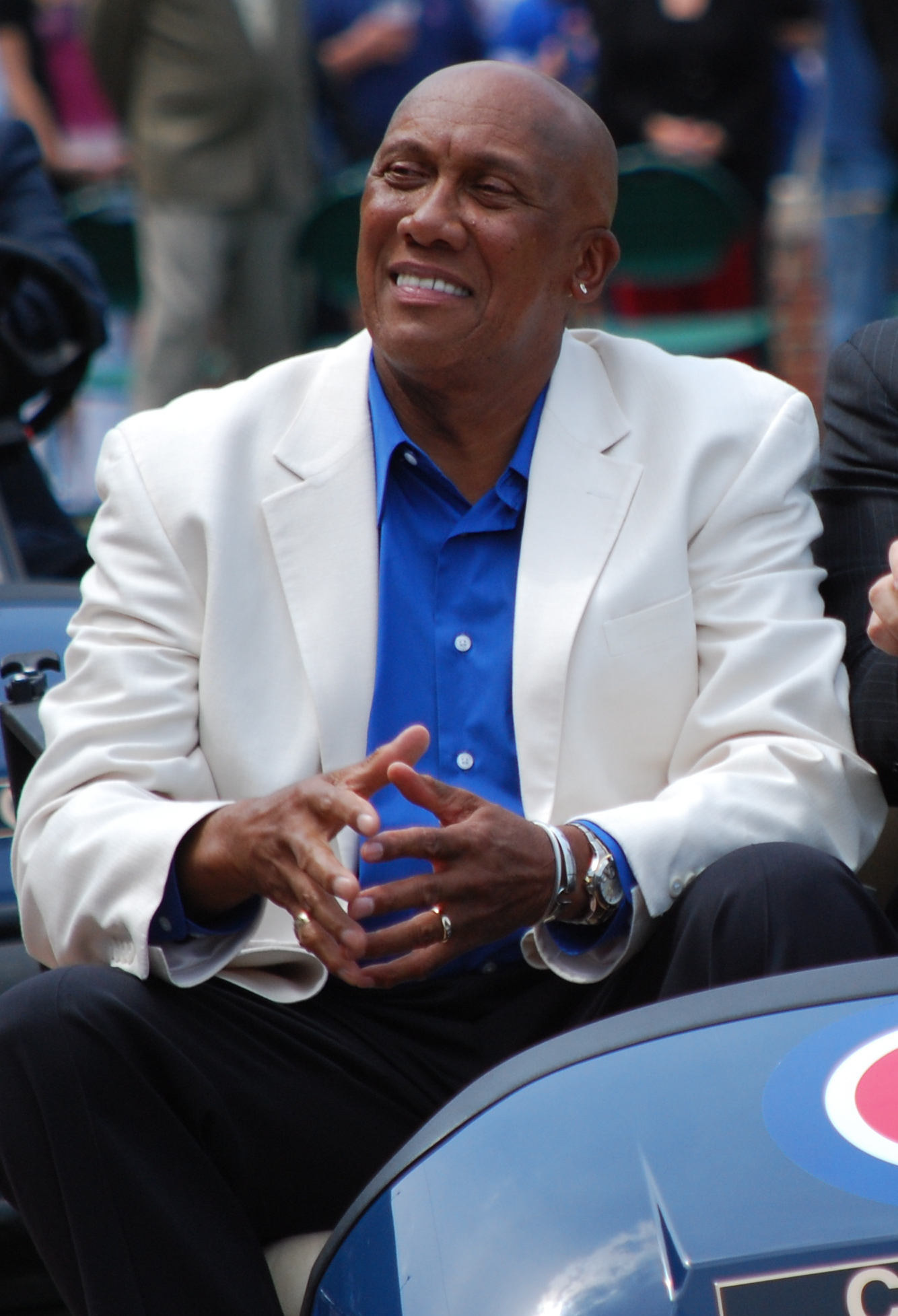
Ferguson Jenkins, der einzige Kanadier in der Baseball Hall of Fame.

Kanada hat einige erfolgreiche Spieler hervorgebracht, die in der MLB aktiv waren oder sind. Bislang wurde mit Ferguson Jenkins allerdings nur ein Kanadier in die Baseball Hall of Fame aufgenommen. Weitere herausragende Leistungen von kanadischen Spielern in der MLB zeigt die folgende Tabelle.
| Besondere Leistung             | Name             | Jahr                                     |
| ------------------------------ | ---------------- | ---------------------------------------- |
| MLB Most Valuable Player Award | Larry Walker     | 1997                                     |
| MLB Most Valuable Player Award | Justin Morneau   | 2006                                     |
| MLB Most Valuable Player Award | Joey Votto       | 2010                                     |
| Cy Young Award                 | Ferguson Jenkins | 1971                                     |
| Cy Young Award                 | Éric Gagné       | 2003                                     |
| MLB Rookie of the Year Award   | Jason Bay        | 2004                                     |
| Silver Slugger Award           | Justin Morneau   | 2006, 2008                               |
| Silver Slugger Award           | Russell Martin   | 2006                                     |
| Silver Slugger Award           | Larry Walker     | 1992, 1997, 1999                         |
| Silver Slugger Award           | Jason Bay        | 2009                                     |
| Gold Glove                     | Russell Martin   | 2007                                     |
| Gold Glove                     | Larry Walker     | 1992, 1993, 1997, 1998, 1999, 2001, 2002 |

## Nationalmannschaft
Die kanadische Baseball-Nationalmannschaft vertritt das Land bei internationalen Wettbewerben. Seit dem Jahre 1970 nahm das Team an 17 Baseball-Weltmeisterschaften teil. Der größte Erfolg hierbei war der Gewinn der Bronzemedaille bei der Baseball-Weltmeisterschaft 2009. Im Rahmen der Olympischen Sommerspiele 2004 verlor man das Spiel um Platz 3 gegen Japan und wurde vierter. Auch 2008 nahm das dem Teil und wurde Fünfter.
Bei bislang zwei Teilnahmen an den World Baseball Classic kam das Team nicht über Platz 9 hinaus.